# نیه آیسر ریاسکو
نیه آیسر ریاسکو (انگلیسی: Néicer Reasco؛ زادهٔ ۲۳ ژوئیهٔ ۱۹۷۷) یک بازیکن فوتبال اهل اکوادور است.
وی همچنین در تیم ملی فوتبال اکوادور بازی کرده‌است.